# 채상병
채상병(蔡相秉, 1979년 12월 18일 ~ )은 전 KBO 리그 삼성 라이온즈의 포수이자, 현 KBO 리그 삼성 라이온즈의 2군 배터리코치이다.

## 선수 시절

### 한화 이글스시절
1998년 신인 드래프트에서 2차 5순위 지명을 받았다. 연세대학교 체육교육학과 졸업 후 2002년에 입단하였다. 심광호 등과의 경쟁에서 밀려 몇 경기만 출전했다. 입단 후 1년 뒤인 2003년 12월 9일 투수 문동환과의 트레이드를 통해 두산 베어스로 이적하였다.  이때 문동환은 롯데 자이언츠 소속이었는데 정수근의 보상 선수로 두산으로 왔다가 불과 3시간 후에 그와 유니폼을 바꿔 입게 됐다.

### 두산 베어스시절
2004년에 병역 비리 사건에 연루돼 공익근무요원으로 군 대체 복무를 마쳤다. 2007년 당시 주전 포수였던 홍성흔이 허벅지 부상으로 많은 경기에 출전하지 못했고, 감독이었던 김경문과의 불화 등으로 홍성흔이 트레이드를 요구하는 등 잡음이 일어 그가 주전 포수로 활동했다.
2009년 시즌에 접어들어서는 최승환, 용덕한 등 팀 내 다른 포수들과의 경쟁에서 밀려 1군 경기보다 2군 경기에서의 출전이 잦아지게 됐고 1군에서는 몇 경기에만 나와서 손가락 부상을 당하는 등 거의 출전하지 못했다. 때마침 삼성 라이온즈의 주전 포수였던 진갑용, 현재윤 등이 잇따라 부상을 입으면서 남아 있는 포수는 당시 1군 경험이 거의 없는 신고선수 출신이었던 이지영뿐이라 포수 자원이 부족해진 상황에 놓여 2009년 7월 16일 삼성 라이온즈의 좌완 투수인 지승민을 상대로 한 1:1 트레이드를 통해 삼성 라이온즈로 이적하였다.

### 삼성 라이온즈시절
2010년에는 진갑용과 현재윤의 회복, 이정식이 군에서 제대해 2군으로 밀렸다. 2011년에 포수들이 대거 부상을 입어 주전으로 활동하며 감각을 찾았고, 2011년 한국시리즈에 출전해 첫 우승을 달성했다. 2012년 이후부터 경쟁에서 밀리며 경기에 출전하지 못했다. 2014년 시즌 후 구단과의 합의 끝에 은퇴를 결정했다.

## 야구선수 은퇴 후
2015년부터 삼성 라이온즈의 2군 배터리코치로 활동했다.

## 에피소드
- 국군의 계급 중 '상병'이 있는데 그것을 본떠 삼성 라이온즈 선수들이 '상병님'이라고 불렀다.
- 삼성 라이온즈 팬들이 '상병신'이라고 불렀는데 잘할 때는 神의 의미로, 못할때는 욕설로 쓰였다.

## 응원가
- '멋진 사나이'를 개사했다.

## 배우자
- 고은하

## 출신 학교
- 서울효제초등학교
- 홍은중학교
- 휘문고등학교
- 연세대학교

## 통산 기록
| 연도 | 소속  | 타율           | 경기           | 타수           | 득점           | 안타           | 2타            | 3타            | 홈런           | 루타           | 타점           | 도루           | 희비           | 볼넷           | 사구           | 삼진           | 병살           | 실책           |
| 2002 | 한화  | .063           | 29             | 32             | 0              | 2              | 2              | 0              | 0              | 4              | 2              | 0              | 0              | 0              | 1              | 11             | 1              | 2              |
| 2003 | 한화  | .148           | 25             | 27             | 3              | 4              | 0              | 0              | 0              | 4              | 1              | 0              | 0              | 6              | 0              | 9              | 2              | 1              |
| 2004 | 두산  | .214           | 15             | 14             | 0              | 3              | 1              | 0              | 0              | 4              | 2              | 0              | 0              | 3              | 1              | 4              | 1              | 0              |
| 2007 | 두산  | .237           | 91             | 279            | 32             | 66             | 13             | 1              | 7              | 102            | 30             | 2              | 0              | 10             | 10             | 69             | 4              | 7              |
| 2008 | 두산  | .215           | 112            | 339            | 33             | 73             | 13             | 4              | 5              | 109            | 42             | 0              | 1              | 13             | 8              | 53             | 14             | 3              |
| 2009 | 삼성  | .192           | 49             | 104            | 8              | 20             | 3              | 0              | 2              | 29             | 9              | 0              | 0              | 4              | 0              | 17             | 2              | 2              |
| 2010 | 삼성  | .355           | 17             | 31             | 5              | 11             | 2              | 0              | 1              | 16             | 5              | 0              | 1              | 1              | 1              | 6              | 0              | 0              |
| 2011 | 삼성  | .193           | 63             | 109            | 11             | 21             | 1              | 1              | 3              | 33             | 9              | 1              | 2              | 7              | 1              | 20             | 4              | 1              |
| 2012 | 삼성  | .000           | 10             | 7              | 0              | 0              | 0              | 0              | 0              | 0              | 0              | 0              | 0              | 0              | 0              | 1              | 1              | 0              |
| 2013 | 삼성  | 경기 출장 없음 | 경기 출장 없음 | 경기 출장 없음 | 경기 출장 없음 | 경기 출장 없음 | 경기 출장 없음 | 경기 출장 없음 | 경기 출장 없음 | 경기 출장 없음 | 경기 출장 없음 | 경기 출장 없음 | 경기 출장 없음 | 경기 출장 없음 | 경기 출장 없음 | 경기 출장 없음 | 경기 출장 없음 | 경기 출장 없음 |
| 2014 | 삼성  | 경기 출장 없음 | 경기 출장 없음 | 경기 출장 없음 | 경기 출장 없음 | 경기 출장 없음 | 경기 출장 없음 | 경기 출장 없음 | 경기 출장 없음 | 경기 출장 없음 | 경기 출장 없음 | 경기 출장 없음 | 경기 출장 없음 | 경기 출장 없음 | 경기 출장 없음 | 경기 출장 없음 | 경기 출장 없음 | 경기 출장 없음 |
| 통산 | 9시즌 | .212           | 411            | 942            | 92             | 200            | 35             | 6              | 18             | 301            | 100            | 3              | 4              | 44             | 22             | 190            | 29             | 16             |